# 1941. évi XV. törvénycikk
A harmadik zsidótörvényként is emlegetett 1941. évi XV. törvénycikk a házassági jogról szóló 1894:XXXI. törvénycikk kiegészítéséről és módosításáról, valamint az ezzel kapcsolatban szükséges fajvédelmi rendelkezésekről a házasságkötés egyes feltételeit szabályozta a Magyar Királyságban az 1940-es évek első felében. A törvény többek között korlátozza a zsidók házasságkötését, és ehhez definiálja, hogy ki számít a törvény előtt zsidónak. A következő három és fél évben keletkezett, a zsidók emberi jogait tipró törvények és rendeletek azután többnyire erre a törvényre hivatkoznak, amikor meghatározzák a zsidók jogfosztásában érintettek körét. A törvény – egyes kivételes esetektől eltekintve – tiltja a nemi betegeknek és a gümőkórban szenvedőknek az egészséges személyekkel kötött házasságát; a házasság felbontásának lehetséges indokául jelöli meg azt, ha a beteg házasulandó betegségét eltitkolva köt házasságot; házassági kölcsön kiutalását teszi lehetővé az egészséges házasulandóknak; valamint – meghatározott kivételek mellett – megtiltja a zsidóknak a nemzsidókkal való házasságkötését.

## Nemzsidó és zsidó házasságkötésének tilalma
Történelmi szempontból a törvénycikk legfontosabb része a IV. fejezet, amely kimondja, hogy „nemzsidónak zsidóval házasságot kötni tilos”. A törvény kivételt tett a zsidó nőkkel, akik külföldi nemzsidó férfivel házasságot köthettek, de magyar állampolgár zsidó férfiak nem vehettek feleségül külföldi nemzsidó nőt. A házasodási tilalmat megszegő zsidó házasfél öt évig terjedő börtönre volt büntethető. A törvény hasonlóan büntetni rendeli azt a zsidót, aki „tisztességes nemzsidó nővel” házasságon kívüli szexuális kapcsolatot létesít.
A törvénycikk 9. paragrafusa részletesen foglalkozik azzal, hogy ki számít zsidónak, illetve nemzsidónak.
- Főszabályként zsidónak számított az, akinek legalább két nagyszülője az izraelita hitfelekezet tagjaként született.
- Zsidónak számított az is, aki maga az izraelita hitfelekezet tagja volt, függetlenül attól, hogy felmenői zsidók voltak-e.
  - Ez alól a szabály alól kivételt élvezett az a személy, akiknek ugyan két nagyszülője az izraelita hitfelekezet tagja volt, de ő maga keresztény hitfelekezet tagja volt, és mindkét szülője is az volt házasságkötésük idején. Az ilyen személynek azonban olyan nemzsidóval sem szabadott házasságot kötni, akinek akárcsak egy nagyszülője is zsidó volt. Aki ezt a tilalmat megszegte, maga is zsidónak minősült.
- Zsidónak minősültek a tilalom ellenére megkötött vegyesházasságokból származó gyermekek is.
- Aki a törvény hatályba lépése után a zsidó hitre tért, zsidónak minősült, még akkor is, ha később visszatért a keresztény hitre.

A fenti definíciók szélesítették a két évvel korábban bevezetett második zsidótörvény szerint zsidónak minősülő személyek körét. A korábbi törvény kivételt tett a hosszú ideje kikeresztelkedett zsidókkal valamint a kikeresztelkedett zsidók keresztény vallású gyermekeivel szemben, valamint azokkal szemben akik ezt valamilyen teljesítményükkel kiérdemelték (az első világháború hősei, hadiárvák és hadiözvegyek, az 1918–19-es forradalmak ellen harcolt személyek, olimpiai bajnokok, egyetemi tanárok, magas rangú közhivatalnokok, keresztény lelkipásztorok). Az 1941. évi XV. törvény ezeket a kivételeket már nem vette figyelembe.
Az 1941. augusztus 8-án életbe lépett törvény elfogadása utáni években számos, a zsidók jogait korlátozó rendelet a fenti szabályok alapján határozta meg, hogy kire vonatkoznak a korlátozó intézkedések. A törvényt az Ideiglenes Nemzeti Kormánynak a zsidótörvényeket megsemmisítő rendelete helyezte végül hatályon kívül 1945 februárjában.